# نوده (خنداب)
نوده روستایی در دهستان جاورسیان بخش قره چای شهرستان خنداب استان مرکزی ایران است. امامزاده شاهزاده ابراهیم ع در این روستا قرار دارد شغل اهالی روستا کشاورزی ودامداری است ودارای باغات انگور میباشد این روستا از جنوب به روستای خانقاه میرسد واز شمال به روستای سوزان میرسد ودر شمال آن کوه سرخ ودر جنوب دره وحشت لانه لر میباشد طایفه های اصلی این روستا قدمی کاظمی سبزی براتی غفاری  عسگری چگینی و... میباشد 
جاذبه گردشگری: امامزاده شاهزاده ابراهیم چشمه قشلاق باغات انگور  
مکان تفریحی : امامزاده شاهزاده ابراهیم چشمه قشلاق  باغات انگور
اینترنت : در این روستا خیلی ضعیف ومردم از وضع اینترنت ناراضیند   

## جمعیت
بر پایه سرشماری عمومی نفوس و مسکن در سال ۱۳۹۵ جمعیت این روستا ۴۱۲ نفر (۱۴۴خانوار) بوده‌است.